# Above the Weeping World
Above the Weeping World es el tercer álbum de estudio de la banda finlandesa de death metal melódico Insomnium. Fue lanzado en 2006 por la discográfica Candlelight Records. Un vídeo de la canción "Mortal Share" fue también publicado.
El último tema del disco, "In the Groves of Death", dura alrededor de 10 minutos, y está fuertemente inspirado por Tumma, el último poema de la saga Helkavirsiä del clásico finlandés Eino Leino. El poema entero "The Night Has a Thousand Eyes" del inglés Francis William Bourdillon, es usado como estribillo en "Drawn to Black".
Above the Weeping World ha recibido extraordinarias críticas, tanto en Finlandia (Sue 10/10, Soundi 5/5) como en el resto del mundo (Kerrang! KKKKK/KKKKK). El álbum debutó en la novena posición de las listas finlandesas (semana 39/2006), lo cual es un hecho destacable tratándose de una banda de death metal melódico. Al mismo tiempo, Insomnium comenzó su primer tour europeo, dando 36 conciertos en seis semanas (del 5 de septiembre al 15 de octubre) en 15 países diferentes.

## Lista de canciones
1. "The Gale" – 2:41
2. "Mortal Share" – 4:00
3. "Drawn to Black" – 6:00
4. "Change of Heart" – 4:31
5. "At the Gates of Sleep" – 7:05
6. "The Killjoy" – 5:23
7. "Last Statement" – 7:32
8. "Devoid of Caring" – 5:40
9. "In the Groves of Death" – 10:08

- Temas extra de la versión japonesa (tomados de la Demo '99)

1.  "Vicious Circle Complete" – 5:12
2.  "Unmourned" – 4:49
3.  "Numen Divinum" – 5:30